# Varuna litterata
Varuna litterata là một loài cua trong họ Varunidae. 